# Кэмпбелл, Адам (актёр)
А́дам Кэ́мпбелл (англ. Adam Campbell, род. 7 ноября 1980, Бат) — английский и американский актёр.

## Биография
Адам Кэмпбелл (урожд. Адам Джонс) с детства увлекался театром и кино. В школьные годы был членом театрального кружка. После школы он обучался в Эстерском университете, затем в Королевской академии драматического искусства — одной из самых известных театральных школ в мире. В 2004 году переехал в США.

## Личная жизнь
С 28 октября 2007 года Кэмпбелл женат на актрисе Джейме Мейс, с которой он встречался год до их свадьбы. У супругов есть сын — Джуд Джонс (род.21.08.2016).

## Избранная фильмография
- Киносвидание (2006)
- Очень эпическое кино (2007)
- Здесь и сейчас (2007)
- Остров Харпера (2009)
- Пятилетняя помолвка (2012)
- Отличные новости (2017)